# Градови побратими Москве
Ово је списак свих побратимих и партнерских градова града Москве:
Градови побратими:
1. Азербејџан — Агџабеди
2. Азербејџан — Баку
3. Азербејџан — Ганџа
4. Албанија — Тирана
5. Алжир — Алжир
6. Аргентина — Буенос Ајрес
7. Аустрија — Беч
8. Белорусија — Брест
9. Белгија — Брисел (1996)
10. Боливија — Ла Паз
11. Босна и Херцеговина — Бања Лука
12. Венецуела — Каракас
13. Вијетнам — Ханој
14. Вијетнам — Хо Ши Мин
15. Грчка — Атина (2002)
16. Египат — Каиро
17. Естонија — Талин
18. Израел — Тел Авив
19. Индија — Њу Делхи
20. Индија — Мумбај
21. Индонезија — Џакарта
22. Иран — Рашт
23. Иран — Техеран (2004)[1]
24. Исланд — Рејкјавик
25. Италија — Рим (1996)
26. Јапан — Токио (1991)
27. Јерменија — Јереван
28. Јужна Кореја — Сеул
29. Казахстан — Алма Ата
30. Казахстан — Нур Султан
31. Кина — Пекинг (1992)
32. Кипар — Никозија
33. Киргистан — Бишкек
34. Куба — Хавана
35. Летонија — Јелгава
36. Летонија — Рига
37. Либан — Бејрут
38. Литванија — Виљнус
39. Мексико — Текоман
40. Мексико — Енсенада
41. Монголија — Улан Батор
42. Немачка — Берлин
43. Немачка — Диселдорф
44. Немачка — Инголштат
45. Немачка — Минхен
46. Перу — Куско
47. Пољска — Варшава (1993)
48. Пољска — Краков
49. Русија — Волгодонск
50. Русија — Коломна
51. Русија — Нарјан-Мар
52. Русија — Ростов-на-Дону
53. Русија — Рилск
54. Русија — Севастопољ
55. Русија — Јалта
56. Румунија — Букурешт
57. САД — Чикаго (1997)[2]
58. Северна Кореја — Пјонгјанг
59. Словачка — Братислава
60. Словенија — Љубљана
61. Србија — Београд
62. Тајланд — Бангкок (1997)
63. Таџикистан — Душанбе
64. Тунис — Тунис
65. Турска — Анкара[3]
66. Турска — Ардахан
67. УАЕ — Дубаи
68. Узбекистан — Ташкент
69. Узбекистан — Фергана
70. Уједињено Краљевство — Лондон
71. Украјина — Доњецк
72. Украјина — Кијев (1992)
73. Украјина — Миколајив
74. Украјина — Ужгород
75. Украјина — Харков (2001)[4]
76. Филипини — Лузон
77. Филипини — Манила
78. Финска — Хелсинки (1993)
79. Француска — Валансјен
80. Француска — Лимож
81. Хрватска — Загреб
82. Црна Гора — Будва
83. Црна Гора — Подгорица
84. Чешка — Праг (1995)
85. Чиле — Сантјаго
86. Шпанија — Мадрид (1997)

Град партнер:
1. Француска — Париз (1992)

У част градова побратима у Москови постоје улице које носе имена следећих градова:
Баку улица, Улица Јереван, Улица Алма Ата, Виљнуска улица, Аутопут Варшава, Први ришка линија и Ришки пут (по Риги), Ферганска улица, Улица Ташкент, Доњецка улица, Кијевска улица, Харковска улица, Јалтска улица и Талинска улица.
И имена метро станица:
Римски метро, Прашки метро, Метро Братислава и Метро Кијев.